# Kierra Smith
Kierra Smith (Vancouver, 1 februari 1994) is een Canadese zwemster.

## Carrière
Bij haar internationale debuut, op de Pan-Amerikaanse Spelen 2015 in Guadalajara, eindigde Smith als vijfde op de 100 meter schoolslag. Op de 4x100 meter wisselslag zwom ze samen met Samantha Corea, Brenna MacLean en Caroline Lapierre in de series, in de finale sleepten Gabrielle Soucisse, Ashley McGregor, Erin Miller en Jennifer Beckberger de zilveren medaille in de wacht. Voor haar aandeel in de series werd Smith beloond met de zilveren medaille.
Op de Gemenebestspelen 2014 in Glasgow eindigde de Canadese als vierde op de 200 meter schoolslag en als zevende op de 100 meter schoolslag. Samen met Sinead Russell, Audrey Lacroix en Michelle Williams zwom ze in de series van de 4x100 meter wisselslag, in de finale legde Russell samen met Tera Van Beilen, Katerine Savard en Sandrine Mainville beslag op de bronzen medaille. Voor haar inspanningen in de series ontving Smith eveneens de bronzen medaille. In Gold Coast nam Smith deel aan de Pan-Pacifische kampioenschappen zwemmen 2014. Op dit toernooi eindigde ze als vierde op de 200 meter schoolslag en als zevende op de 100 meter schoolslag. Op de 4x100 meter wisselslag behaalde ze samen met Brooklynn Snodgrass, Katerine Savard en Chantal van Landeghem de bronzen medaille. Tijdens de wereldkampioenschappen kortebaanzwemmen 2014 in Doha eindigde de Canadese als vierde op de 200 meter schoolslag, daarnaast werd ze uitgeschakeld in de halve finales van de 100 meter schoolslag en in de series van de 50 meter schoolslag.
Op de Pan-Amerikaanse Spelen 2015 in Toronto veroverde Smith de gouden medaille op de 200 meter schoolslag. In Kazan nam de Canadese deel aan de wereldkampioenschappen zwemmen 2015. Op dit toernooi eindigde ze als achtste op de 200 meter schoolslag en strandde ze in de series van de 100 meter schoolslag.

## Internationale toernooien
| Jaar | Olympische Spelen | WK langebaan                           | WK kortebaan                                              | PanPacs                                                     | Gemenebestspelen                                                                         | Pan-Ams                                                             |
| ---- | ----------------- | -------------------------------------- | --------------------------------------------------------- | ----------------------------------------------------------- | ---------------------------------------------------------------------------------------- | ------------------------------------------------------------------- |
| 2011 |                   | geen deelname                          |                                                           |                                                             |                                                                                          | 5e 100m schoolslag · 4x100m wisselslag · Smith zwom enkel de series |
| 2012 | geen deelname     |                                        | geen deelname                                             |                                                             |                                                                                          |                                                                     |
| 2013 |                   | geen deelname                          |                                                           |                                                             |                                                                                          |                                                                     |
| 2014 |                   |                                        | 31e 50m schoolslag 11e 100m schoolslag 4e 200m schoolslag | 7e 100m schoolslag · 4e 200m schoolslag · 4x100m wisselslag | 7e 100m schoolslag · 4e 200m schoolslag · 4x100m wisselslag · Smith zwom enkel de series |                                                                     |
| 2015 |                   | 21e 100m schoolslag 8e 200m schoolslag |                                                           |                                                             |                                                                                          | 200m schoolslag                                                     |

## Persoonlijke records
Bijgewerkt tot en met 5 april 2016
Kortebaan
| Afstand         | Tijd    | Datum           | Plaats |
| --------------- | ------- | --------------- | ------ |
| 100m schoolslag | 1.05,57 | 5 december 2014 | Doha   |
| 200m schoolslag | 2.18,30 | 7 december 2014 | Doha   |

Langebaan
| Afstand         | Tijd    | Datum           | Plaats  |
| --------------- | ------- | --------------- | ------- |
| 100m schoolslag | 1.06,93 | 5 april 2016    | Toronto |
| 200m schoolslag | 2.22,82 | 6 augustus 2015 | Kazan   |